# Marie de Mangoup
Marie de Mangoup ou Marie de Doros (morte le 19 décembre 1477) est une princesse issue de la principauté de Théodoros en Crimée, troisième épouse d’Étienne le Grand de Moldavie.

## Origine familiale
L’origine familiale précise de la princesse Marie de Mangoup est mal cernée : seules deux mentions nous révèlent son identité. Une inscription grecque sur le revêtement en argent d’une icône donnée par elle au monastère de Gregoriou au Mont Athos la nomme en slavon « Maria Assanina Paleologuina », et ces deux mêmes patronymes sont brodés en monogramme sur le linceul de son tombeau représentant la Crucifixion, conservé au monastère de Poutna. 
D’où l'hypothèse, en l’absence d’autres indications sur l’identité de ses parents, qu’elle soit la fille de deux personnages bien connus : le prince dit « Jean de Khazarie », fils du prince Alexis de Théodoros (1403-1444), et de son épouse Marie, issue d'une part des familles impériales byzantines des Paléologues et des Tzamplokones, et d'autre part de la dynastie valaque des Asenides de Bulgarie.
Les parents supposés de la princesse Marie sont par ailleurs évoqués dans un poème écrit par Eugène de Trébizonde après la mort dans cette ville de leur fils Alexis en 1447.
Ce prince « Jean de Khazarie » serait le frère ou le même personnage que le prince connu sous le nom turc d’« Olubei » (ou Olubeg) par les rapports des chroniqueurs génois et qui règne sur la principauté de Théodoros de 1447 à 1458.

## Princesse de Moldavie
Veuf de deux précédents mariages, Étienne le Grand, voïvode de Moldavie, cherchait à l’époque à consolider, face à l’expansion ottomane, la position de sa principauté sur les rives la mer Noire, et sa légitimité en partie enracinée dans l’obédience byzantine (notamment sur le plan religieux).
Lorsque Marie de Doros entre dans l’histoire en épousant le 14 septembre 1472 Étienne le Grand (alors âgé de 39 ans), elle a entre 16 et 20 ans et le trône de la petite principauté post-byzantine de Théodoros est occupé par son parent (frère ou cousin) le prince Isaac Paléologue Gavras (1458-1474) qui en 1471 avait proposé sa fille comme épouse au fils du grand duc Ivan III de Russie. C’est dans ce contexte qu’Étienne III de Moldavie veuf, épouse à Suceava le 14 septembre 1472 la princesse Marie de Mangoup.
Toutefois le prince Isaac, menacé par le Sultan Mehmed II (qui avait mis fin aux Empires byzantin et de Trébizonde respectivement en 1453 et 1461) et par son voisin direct le khan de Crimée, est dans l’obligation, pour sauvegarder l’autonomie de sa principauté (dernier État grec indépendant), de se reconnaître vassal de l’Empire ottoman, comme l’avaient déjà fait avant lui les voévodes de Valachie.  
Étienne le Grand inquiet de ce changement d’alliance, a l’idée de fournir au prince Alexandre, le frère de son épouse Marie, une petite flotte avec laquelle Alexandre, épaulé par un contingent de 300 soldats moldaves, rejoint Doros où il détrône et tue son frère (ou cousin) le prince Isaac.
C’était une mauvaise idée : le règne du nouveau souverain de la principauté de Théodoros sera bref car les ottomans réagissent vite, et, sous la conduite du Grand Vizir Gedik Ahmed Pacha (1474-1477) prennent le 6 juin 1475 le comptoir génois de Caffa grâce à la trahison des mercenaires tatars, puis, toujours par trahison et après 6 mois de siège en décembre, ils s’emparent de ville de Doros. Le prince Alexandre est exécuté et sa femme et ses filles sont envoyées au harem du sultan.

## Postérité
Marie de Mangoup donna plusieurs enfants à Étienne III de Moldavie :   
- Bogdan et Élie, jumeaux nés le 3 septembre 1473 et morts le premier à 5 ans le 26 juillet 1479, le second à l’âge de 2 ans ;
- Anne, née en 1475, nonne à Bistritsa, a vécu plus de 60 ans ;
- Marie née en 1477 et morte à 43 ans en 1518, n’a pas connu sa mère, mais a été, comme celle-ci, inhumée à Poutna.

La princesse Marie de Mangoup meurt, peut-être en couches, le 19 décembre 1477: elle est inhumée dans la nécropole des princes de Moldavie le monastère de Poutna où se trouve toujours son tombeau. Elle a vécu environ une trentaine d’années. Veuf une troisième fois, Étienne le Grand se remarie avec Marie Voichița, en 1478.